# Fernando de Castelo Branco
Fernando de Castelo Branco, também conhecido como Fernando Pombeiro, D. (Lisboa, Anjos, 2 de Maio de 1852 - Figueira da Foz, 9 de Agosto de 1920) foi um político português.

## Biografia

### Filiação
Era filho segundo de D. José Inácio de Castelo Branco Correia e Cunha de Vasconcelos e Sousa, Representante do Título de Marquês de Belas, 8.° Conde de Pombeiro e Representante do Título de Visconde de Castelo Branco, e de sua mulher D. Maria Francisca Luísa de Sousa Coutinho.

### Casamento e descendência
Casou em Lisboa, Santa Isabel, a 25 de Janeiro de 1883 com sua prima Maria de Saldanha Ferreira Pinto Basto (Lisboa, Alcântara, 25 de Outubro de 1854 - Figueira da Foz, Quinta da Foja, 8 de Outubro de 1930), filha de Joaquim Ferreira Pinto Basto e de sua mulher D. Maria Ana de Saldanha da Gama, com geração.

### Emblema do Sporting Clube de Portugal
O emblema do Sporting Clube de Portugal, fundado oficialmente a 1 de Julho de 1906, teve origem no Verão de 1905, em Cascais e no Passeio D. Maria Pia, nas conversas entre os primos José Alfredo Holtreman Roquette (José Alvalade), José Viana Ferreira Roquette e António José Roquette Rebelo de Andrade e D. Fernando de Castelo Branco (Pombeiro).
A inspiração para o emblema veio-lhes do anel com Brasão de família de D. Fernando de Castelo Branco (Brasão de Castelo Branco, Condes de Pombeiro): um leão rampante (ou rompante) de ouro em campo de azul; uma descrição heráldica do Inglês "lion rampant" - um leão de perfil, erecto, repousado na sua garra esquerda.
A pedido do mesmo, o fundo azul não foi adoptado, pelo que os quatro acordaram que a melhor solução seria adoptar a cor verde, com o mesmo leão rampante de prata, mais tarde mudado para ouro, como símbolo.
Embora o uso de emblemas não estivesse generalizado em Portugal, em 1907, a Casa Anjos de Lisboa apresentou o símbolo: um emblema circular com fundo verde e com um leão rampante de ouro sobre a inicial da palavra Club, com a inicial da palavra Sporting à esquerda e a de Portugal à direita, em prata. Prontamente, sócios e adeptos usaram-no na lapela do casaco.

### Administrador do Concelho de Cascais e a Implantação da República Portuguesa
Durante muitos anos foi Administrador do Concelho de Cascais.
Esteve presente na Sessão da Câmara Municipal de Cascais de 17 de Março de 1897, na qual se registou em Acta a intenção de se nomear uma Representação ao Governo, a fim de se requerer a restauração do extinto Concelho de Oeiras, que havia sido anexado na sua quase totalidade ao de Cascais, por Decreto publicado no Diário do Governo de 30 de Setembro de 1895, e se tornara um encargo excessivo para este, e que, em caso de restauração do referido Concelho, a Freguesia de Carcavelos, que lhe pertencia, deveria permanecer como parte de Cascais, por ser do melhor interesse para todos. Ambas as coisas vieram a suceder.
Exercia este cargo aquando da queda da Monarquia a 5 de Outubro de 1910 e da Implantação da República Portuguesa.
Contam os jornais "O Século" de 7 de Outubro de 1910 e "Voz do Povo" de 17 de Outubro de 1910 que, desde o começo do tiroteio em Lisboa, na vila de Cascais vivia-se um clima de grande ansiedade por falta de notícias dos acontecimentos. Na noite de Segunda-Feira, dia 3 de Outubro, para Terça-Feira, dia 4 de Outubro, concentraram-se os populares revoltosos em Carcavelos, esperando a hora de entrarem em serviço revolucionário. À uma hora da madrugada, tomaram o cabo submarino e cortaram as comunicações terrestres. Na Quarta-Feira de manhã, dia 5 de Outubro, a notícia da vitória foi ali recebida e em todas as povoações, das nove às dez horas da manhã. Houve muitas manifestações em todas as localidades e foram içadas bandeiras republicanas no Campo Entrincheirado, em São Julião da Barra e no Forte Duque de Bragança. Aquando das novas da Revolução, D. Afonso de Bragança, Duque do Porto, encontra-se na região, instalando-se na Cidadela de Cascais, pois havia Guarda e a população de Cascais era, na sua maioria, afeiçoada ao Regime. Entretanto, o iate Amélia segue até à Baía de Cascais, recebendo, em breve, o Infante, que, no automóvel do 1.º Barão de Linhó, António Borges Coutinho de Medeiros de Sousa Dias da Câmara, percorre a vila, acompanhado pelo seu Ajudante-de-Campo, passando pelos grupos armados que não o hostilizam. A estação telegráfica transforma-se num posto de permanência onde, rodeado pelas autoridades locais, recebe as últimas notícias da capital. Francisco José da Rocha Martins refere-se mesmo duma linha de defesa de centenas de homens armados em volta da Cidadela de Cascais, que aguardavam ordens. Face à possibilidade dum bombardeamento da Cidadela, D. Afonso recolhe à residência do 1.º Conde de Arnoso, Bernardo Pinheiro Correia de Melo, até ser obrigado a abandonar a vila. O então Administrador do Concelho, D. Fernando de Castelo Branco, também conhecido por D. Fernando Pombeiro, e o Presidente em Exercício da Autarquia, José Cardoso de Meneses Martins, pedem a demissão, sendo substituídos, respectivamente, por João José Dinis, logo a 5 de Outubro, e por Abeilard Raul Fragoso de Vasconcelos, apenas a 13 de Outubro.

### Condecorações
- Cavaleiro da Ordem Nacional da Legião de Honra de França (? de ? de 1???)[1]

### Homenagens
Tem uma Rua com o seu nome em Cascais.